# Elsevier
Elsevier je nizozemsko založniško podjetje s sedežem v Amsterdamu, ki se ukvarja z akademskim založništvom, predvsem na področjih naravoslovja, tehnike in medicine. Med znanimi produkti so prestižne znanstvene revije, kot sta Lancet in Cell ter elektronske revije v serijah Trends in Current Opinion, pa tudi zbirka podatkov o citiranosti Scopus. Med produkti in storitvami so še orodja za upravljanje s podatki, izobraževanje in analitiko raziskav.
Podjetje je del koncerna RELX Group, prej znanega kot Reed Elsevier. Sodeč po poslovnih poročilih je Elsevier leta 2022 objavil več kot 600.000 člankov v več kot 2800 revijah; njegovi arhivi pa so leta 2018 vsebovali 17 milijonov dokumentov in 40.000 elektronskih knjig. Leta 2020 je bil največji znanstveni založnik na svetu, s približno 16-odstotnim tržnim deležem na tem področju.
Zaradi svojega položaja je Elsevier tarča kritik zaradi visoke dobičkonosnosti in politike varstva avtorskih pravic, saj je večina raziskav, ki jih objavljajo njegove revije, javno financiranih. Zaradi tega raziskovalci podjetju očitajo rentništvo in organizirajo bojkote ter zagovarjajo alternativne načine diseminacije in dostopa. Elsevier tudi aktivno lobira proti usmeritvi javno financirane znanosti k prostemu dostopu.

## Zgodovina
Podjetje je bilo ustanovljeno leta 1880, ime in logotip je prevzelo po sicer nepovezani nizozemski tiskarski družini Elzevir iz 17. in zgodnjega 18. stoletja. Prve pol stoletja obstoja je majhna založba izdajala predvsem enciklopedije in podobna dela za splošno javnost, med glavnimi produkti je bila nizozemska poljudna enciklopedija Winkler Prins. Preobrat je prišel v obdobju pred drugo svetovno vojno, ko je takratni direktor J.P. Klautz prepoznal priložnost za izdajanje del nemških znanstvenikov, predvsem tistih judovskega rodu, ki so se že soočali s težavami v Tretjem rajhu. Kljub finančnemu tveganju se je Elsevier pričel ukvarjati z izdajo strokovnih del v nemščini, pa tudi angleščini za tuje trge. Tik pred izbruhom vojne sta bili ustanovljeni podružnici v Londonu in New Yorku, kar je omogočilo poslovanje na tem področju tudi med nemško okupacijo.
Po vojni je podjetje utrdilo usmeritev v mednarodno znanstveno založništvo, sprva predvsem na področjih kemije in kemijske tehnologije. Leta 1947 je začela izhajati prva Elsevierjeva mednarodna znanstvena revija, Biochimica et Biophysica Acta, ki se je izkazala za velik uspeh in v nekaj desetletjih postala največja tovrstna publikacija na svetu. Tudi na drugih področjih je Elsevier izkoristil skokovit povojni porast znanosti in novo prakso ustanavljanja revij izven okrilja akademskih združenj. Tako je že konec 1940. let razširil aktivnost tudi na biomedicino, v 1960-ih pa na področje ved o Zemlji.
Leta 1970 se je Elsevier združil z največjim domačim konkurentom, podjetjem North-Holland, ki se je specializiralo za fizikalne znanosti. Kmalu po tistem je združeno podjetje prevzelo podjetje, ki je ustvarjalo podatkovno zbirko Excerpta Medica, skupno podjetje pa je obdržalo ime Elsevier. Tudi v nadaljnjih desetletjih je vzdrževalo hitro rast, predvsem na račun zelo dobičkonosnega znanstvenega založništva.